# Alexander Dorn
Alexander Julius Paul Dorn (Riga, 8 de junio de 1833 - Berlín, 27 de noviembre de 1901), fue un compositor, director de coro y pedagogo musical alemán. 
Fue profesor de piano en la Hochschule für Musik de Berlín desde 1869, desarrollando esta actividad también en Polonia y Egipto.
Compuso operetas, música simfónica y de cámara.
Era hijo de Heinrich Dorn (1804-1892) y hermano de Otto Dorn (1848-1931), ambos también músicos y compositores.